# Liste der Fahnenträger der moldawischen Mannschaften bei Olympischen Spielen
Die Liste der Fahnenträger der moldawischen Mannschaften bei Olympischen Spielen listet chronologisch alle Fahnenträger moldawischer Mannschaften bei den Eröffnungsfeiern Olympischer Spiele auf.

## Liste der Fahnenträger
| Mannschaft                    | Veranstaltung                 | Fahnenträger (EF)             | Fahnenträger (AF)             |
| 1992 Teil des Vereinten Teams | 1992 Teil des Vereinten Teams | 1992 Teil des Vereinten Teams | 1992 Teil des Vereinten Teams |
| Moldau                        | Moldau                        | Moldau                        | Moldau                        |
| ----------------------------- | ----------------------------- | ----------------------------- | ----------------------------- |
| 1994 in Lillehammer           | Winterspiele                  | Vasily Gherghy                |                               |
| 1996 in Atlanta               | Sommerspiele                  | Vadim Vacarciuc               |                               |
| 1998 in Nagano                | Winterspiele                  | Ion Bucsa                     |                               |
| 2000 in Sydney                | Sommerspiele                  | Vadim Vacarciuc               |                               |
| 2002 in Salt Lake City        | Winterspiele                  | Ion Bucsa                     |                               |
| 2004 in Athen                 | Sommerspiele                  | Oleg Moldovan                 | Alexandru Bratan              |
| 2006 in Turin                 | Winterspiele                  | Natalia Levcencova            | Natalia Levcencova            |
| 2008 in Peking                | Sommerspiele                  | Nicolai Ceban                 | Nicolai Ceban                 |
| 2010 in Vancouver             | Winterspiele                  | Victor Pînzaru                | Victor Pînzaru                |
| 2012 in London                | Sommerspiele                  | Dan Olaru                     | Zalina Marghieva              |
| 2014 in Sotschi               | Winterspiele                  | Victor Pînzaru                | Victor Pînzaru                |
| 2016 in Rio de Janeiro        | Sommerspiele                  | Nicolai Ceban                 | Zalina Marghieva              |
| 2018 in Pyeongchang           | Winterspiele                  | Nicolae Gaiduc                | Nicolae Gaiduc                |
| 2020 in Tokio                 | Sommerspiele                  | Alexandra Mîrca               | Andrian Mardare               |
| 2020 in Tokio                 | Sommerspiele                  | Dan Olaru                     | Andrian Mardare               |
| 2022 in Peking                | Winterspiele                  | Doina Descalui                | Alina Stremous                |
| 2024 in Paris                 | Sommerspiele                  | Alexandra Mîrca               | Anastasia Nichita             |
| 2024 in Paris                 | Sommerspiele                  | Dan Olaru                     | Serghei Tarnovschi            |

Anmerkung: (EF) = Eröffnungsfeier, (AF) = Abschlussfeier

## Statistik
| Rang    | Sportart       | EF | AF | ∑  |
| ------- | -------------- | -- | -- | -- |
| 1       | Bogenschießen  | 5  | 0  | 5  |
| 2       | Gewichtheben   | 2  | 1  | 3  |
| 2       | Leichtathletik | 0  | 3  | 3  |
| 4       | Ringen         | 1  | 2  | 3  |
| 4       | Kanu           | 0  | 1  | 1  |
| 4       | Radsport       | 1  | 0  | 1  |
| 4       | Schießen       | 1  | 0  | 1  |
| Gesamt: | Gesamt:        | 10 | 7  | 17 |

| Rang    | Sportart    | EF | AF | ∑  |
| ------- | ----------- | -- | -- | -- |
| 1       | Biathlon    | 4  | 3  | 7  |
| 2       | Skilanglauf | 3  | 2  | 5  |
| 3       | Rennrodeln  | 1  | 0  | 1  |
| Gesamt: | Gesamt:     | 8  | 5  | 13 |

| Rang    | Sportart       | EF | AF | ∑  |
| ------- | -------------- | -- | -- | -- |
| 1       | Biathlon       | 4  | 3  | 7  |
| 2       | Bogenschießen  | 5  | 0  | 5  |
| 2       | Skilanglauf    | 3  | 2  | 5  |
| 4       | Gewichtheben   | 2  | 1  | 3  |
| 4       | Leichtathletik | 0  | 3  | 3  |
| 4       | Ringen         | 1  | 2  | 3  |
| 7       | Kanu           | 0  | 1  | 1  |
| 7       | Radsport       | 1  | 0  | 1  |
| 7       | Rennrodeln     | 1  | 0  | 1  |
| 7       | Schießen       | 1  | 0  | 1  |
| Gesamt: | Gesamt:        | 18 | 12 | 30 |